# باشگاه هاکی روی یخ بارسلونا

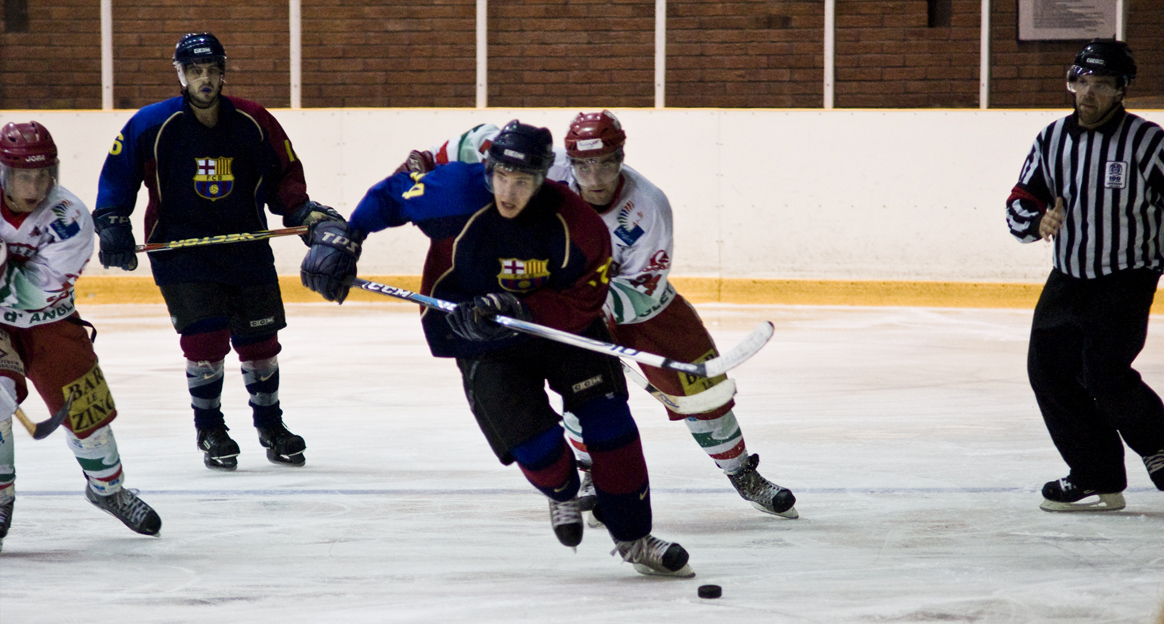
باشگاه هاکی بارسلونا در حال بازی

باشگاه هاکی روی یخ بارسلونا یک باشگاه هاکی روی یخ واقع در شهر بارسلون در ایالت کاتالونیا است که در سال ۱۹۷۲ تأسیس شده‌است. این تیم هم‌اکنون در لیگ اسپانیا حضور دارد و هم‌چنین توانسته است ۵ بار فاتح این مسابقات شود. هم چنین یوگنی زماریک نیز هدایت این تیم را بر عهده دارد.